# Малък ивичест кит
Малък ивичест кит (Balaenoptera acutorostrata) е вид бозайник от семейство Ивичести китове (Balaenopteridae). Видът не е застрашен от изчезване.

## Разпространение и местообитание
Разпространен е в Австралия, Американски Вирджински острови, Ангуила, Антарктида, Антигуа и Барбуда, Аржентина, Бангладеш, Бахамски острови, Белгия, Бермудски острови, Бонер, Бразилия, Британски Вирджински острови, Великобритания, Гамбия, Гваделупа, Гренландия, Гърция, Дания, Доминика, Доминиканска република, Еквадор, Западна Сахара, Израел, Индонезия, Ирландия, Исландия, Испания, Италия, Кабо Верде, Канада, Китай, Куба, Кюрасао, Мавритания, Мароко, Мексико, Мозамбик, Нидерландия, Нова Зеландия, Нова Каледония, Норвегия, Папуа Нова Гвинея, Португалия, Провинции в КНР, Пуерто Рико, Русия, Саба, САЩ, Свалбард и Ян Майен, Свети Мартин, Северна Корея, Сен Естатиус, Сен Пиер и Микелон, Сенегал, Синт Мартен, Тайван, Тайланд, Тунис, Търкс и Кайкос, Уругвай, Фарьорски острови, Франция, Френска Гвиана, Чили, Швеция, Южна Африка, Южна Корея и Япония.
Обитава тропически води, океани, морета, заливи, лагуни и крайбрежия.

## Описание
На дължина достигат до 5,5 m, а теглото им е около 5587,1 kg.
Продължителността им на живот е не повече от 50 години. Популацията на вида е стабилна.